# Triangeln, Helsingborg

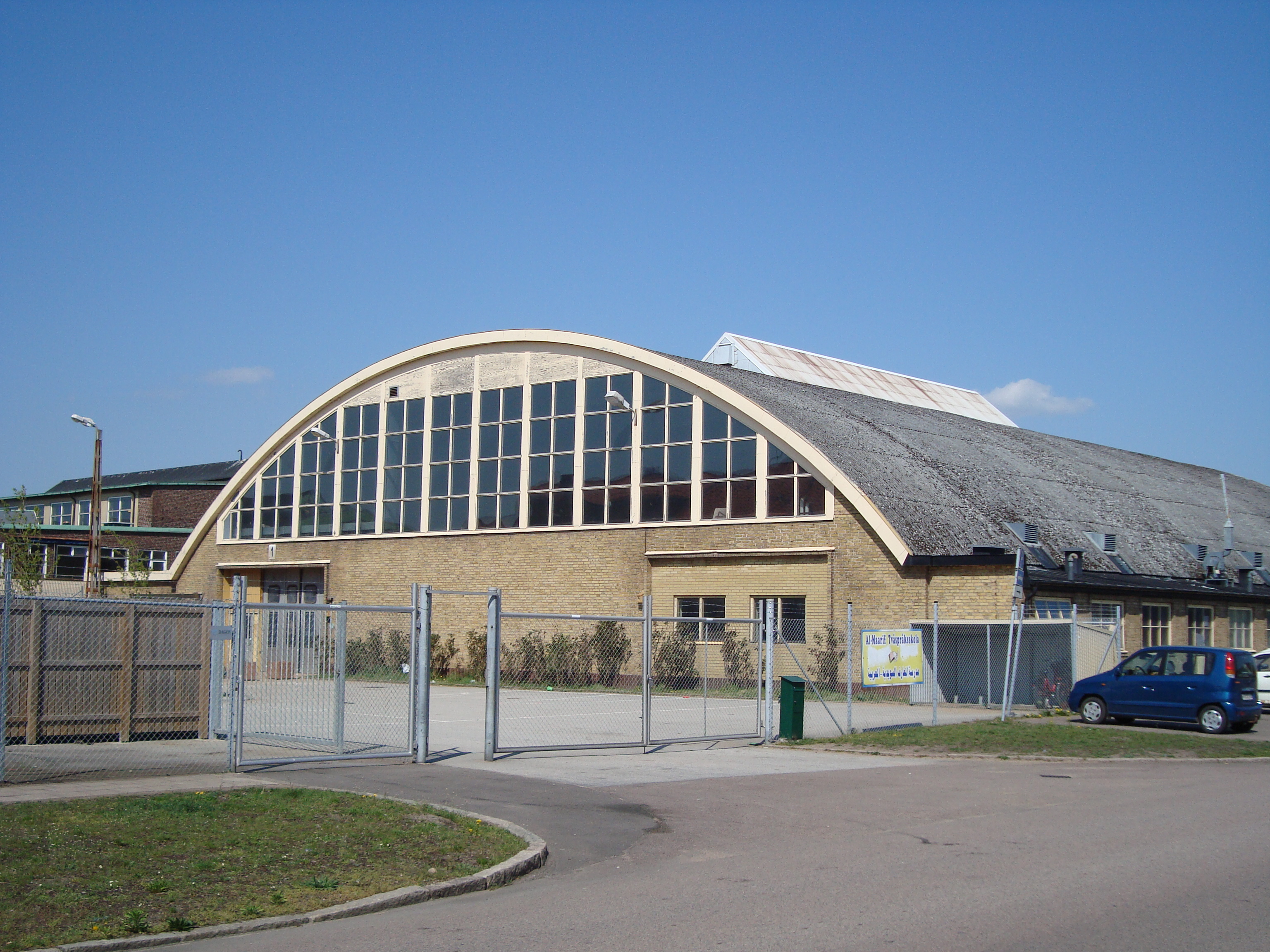
Bussgaraget.

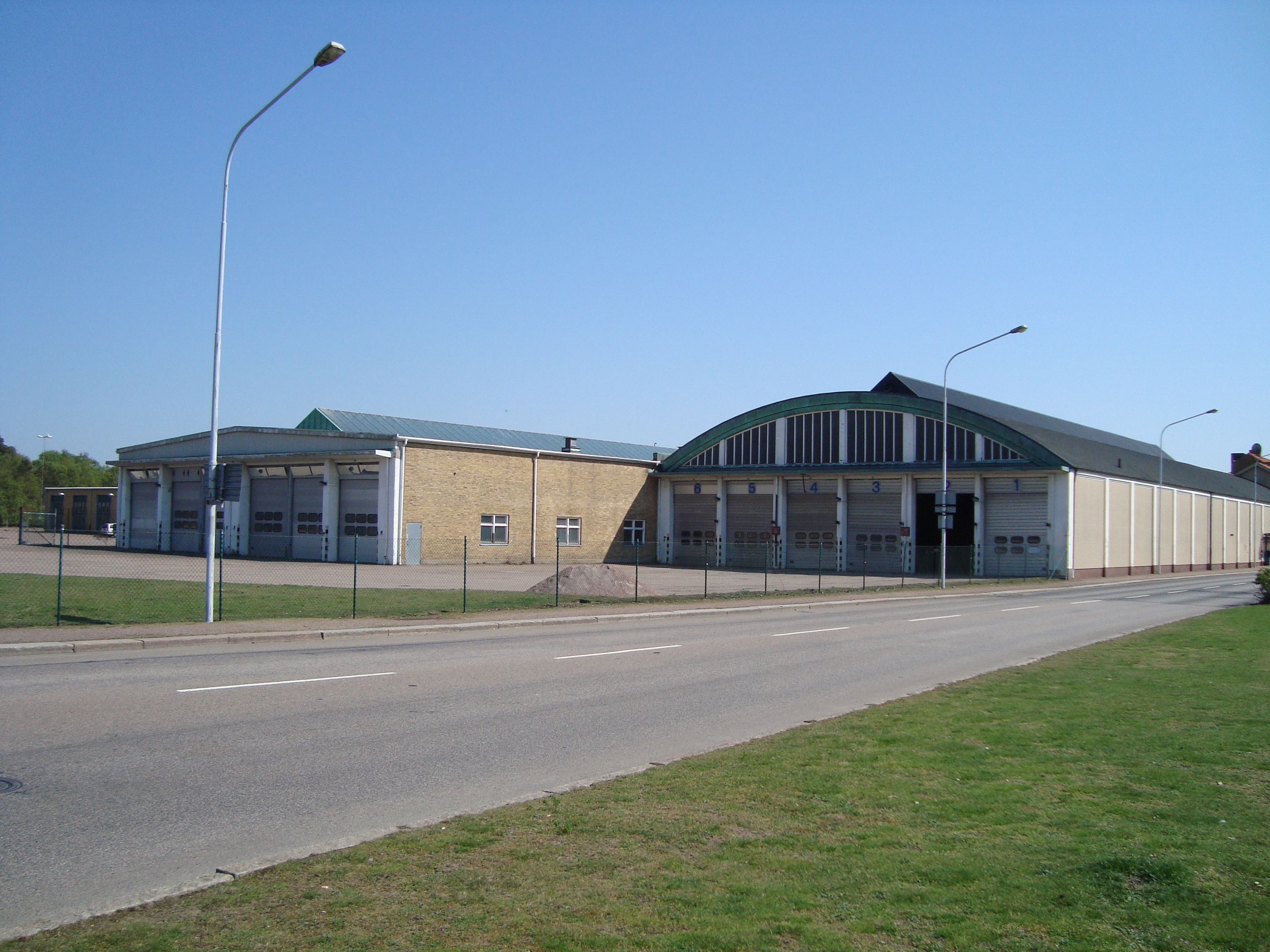
Vagnhall A.

Triangeln är en plats vid Raus plantering i Helsingborg, som ursprungligen var förgreningspunkt för Helsingborg-Råå-Ramlösa järnvägs (HRRJ) linjer mot Helsingborg, Ramlösa hälsobrunn och Råå.

## Historik
Området låg ursprungligen i Raus kommun, utanför Helsingborgs stadsgräns, och bestod till största delen av tallbevuxna flygsandsängar. När industrialismen ökade kraftigt i Helsingborg vid 1800-talets andra hälft riktades blickarna så småningom mot området. När stadsdelen Söder började bli färdigexploaterat vid århundradets slut började man bygga ut Raus plantering med bostäder. För att binda samman stadsdelen med Helsingborg tog konsulerna Persson och Sylvan 1889 initiativet till en smalspårsbana mellan Helsingborg, Råå och Ramlösa. Järnvägsförbindelsen, som kom att kallas Decauvillen, öppnades 1891 och fick stor betydelse för de lokala kommunikationerna i området. Den slogs 1906 samman med Helsingborgs stads spårvägar och samtidigt byggdes en vagnhall för spårvagnarna.
Vid förgreningen mellan spåren till Råå och de till Ramlösa byggdes ett triangelspår, som gett området dess namn. Platsen kom att bli en knutpunkt för kollektivtrafiken i Helsingborg. På 1940-talet uppfördes ett bussgarage och 1950 byggdes en verkstad åt spårvägen. Efter spårvägstrafikens nedläggning år 1967 användes anläggningen som bussgarage. Samtidigt hade stadsbebyggelsen runt Triangeln vuxit och fått en allt mer industriell prägel. Bussgaraget var beläget i området fram till 2005, då det flyttades till Väla södra industriområde i staden norra delar.

## Utbyggnad
Idag[när?] arbetar Helsingborgs Stad med kvarteret i ett omfattande planeringsprojekt som utöver Triangeln innefattar kvarteren Lux och Blyet, också de i södra delarna av Helsingborg. Förhoppningen är att kunna omvandla en nedgången uppställningsplats/depå för bussar till ett mer tilltalande område med nyetableringar i form av handel, kontor och bostäder.
Den nya bebyggelsen är planerad för mellan 250 och 350 bostäder och är tänkt att bestå av tre stycken höghus på 16-19 våningar riktade ut mot Öresund, med lägre huslängor i 5-6 våningar i öst-västlig riktning bakom. I områdets södra del, nära den befintliga villabebyggelsen, planerar man att placera lägre atriumhus. De befintliga gamla vagnhallarna, även kallade båghallarna efter sina bågformade tak, ska bevaras och moderniseras. Det är tänkt att dessa ska innehålla varierade verksamheter, samt utgöra en barriär mellan de omgivande gatorna och den nya bebyggelsen.